# Seznam dílů seriálu Psycho-Pass
Toto je seznam dílů seriálu Psycho-Pass. Japonský animovaný seriál Psycho-Pass měl premiéru 12. října 2012 na stanici Fuji TV.

## Přehled řad
| Řada | Díly | Premiéra v Japonsku | Premiéra v Japonsku |
| Řada | Díly | První díl           | Poslední díl        |
| ---- | ---- | ------------------- | ------------------- |
| 1    | 22   | 12. října 2012      | 22. března 2013     |
| 2    | 11   | 10. října 2014      | 19. prosince 2014   |
| 3    | 8    | 24. října 2019      | 12. prosince 2019   |

## Seznam dílů

### První řada (2012–2013)
| Č. v seriálu | Č. v řadě | Původní název                                      | Režie                            | Scénář                      | Premiéra v Japonsku |
| ------------ | --------- | -------------------------------------------------- | -------------------------------- | --------------------------- | ------------------- |
| 1            | 1         | Hanzai keisú 犯罪係数                              | Naoko Kusumi                     | Gen Urobuči a Makoto Fukami | 12. října 2012      |
| 2            | 2         | Naši uru mono 成しうる者                           | Takajuki Hamana                  | Gen Urobuči a Makoto Fukami | 19. října 2012      |
| 3            | 3         | Šíku no sahó 飼育の作法                            | Tošijuki Kono                    | Gen Urobuči a Makoto Fukami | 26. října 2012      |
| 4            | 4         | Daremo širanai anata no kamen 誰も知らない         | Icuro Kawasaki                   | Gen Urobuči a Makoto Fukami | 2. listopadu 2012   |
| 5            | 5         | Daremo širanai anata no kao 誰も知らないあなたの顔 | Kaoru Suzuki                     | Gen Urobuči a Makoto Fukami | 9. listopadu 2012   |
| 6            | 6         | Kjóódži no kikan 狂王子の帰還                      | Jasuo Edžima                     | Gen Urobuči a Makoto Fukami | 16. listopadu 2012  |
| 7            | 7         | Širan no hanakotoba 紫蘭の花言葉                   | Jukio Nišimoto                   | Gen Urobuči a Makoto Fukami | 23. listopadu 2012  |
| 8            | 8         | Ato wa, činmoku あとは、沈黙                       | Takajuki Hamana                  | Gen Urobuči a Makoto Fukami | 30. listopadu 2012  |
| 9            | 9         | Rakuen no kadžicu 楽園の果実                       | Kjóhei Išiguro                   | Gen Urobuči a Makoto Fukami | 7. prosince 2012    |
| 10           | 10        | Metosura no júgi メトスラの遊戯                    | Kazuo Sakai                      | Gen Urobuči a Makoto Fukami | 14. prosince 2012   |
| 11           | 11        | Seidža no bansan 聖者の晩餐                        | Hirotaka Endo                    | Gen Urobuči a Makoto Fukami | 21. prosince 2012   |
| 12           | 12        | Devil's Crossroad                                  | Icuro Kawasaki                   | Aja Takaha                  | 10. ledna 2013      |
| 13           | 13        | Šinen kara no šótai 深淵からの招待                 | Jasuo Edžima                     | Gen Urobuči a Makoto Fukami | 17. ledna 2013      |
| 14           | 14        | Amai doku 甘い毒                                   | Šuniči Jošizawa                  | Gen Urobuči a Makoto Fukami | 24. ledna 2013      |
| 15           | 15        | Ió furu mači 硫黄降る街                            | Jodži Sato                       | Gen Urobuči a Makoto Fukami | 31. ledna 2013      |
| 16           | 16        | Sabaki no mon 裁きの門                             | Jutaka Hirata                    | Gen Urobuči a Makoto Fukami | 7. února 2013       |
| 17           | 17        | Tecu no harawata 鉄の腸                            | Norijuki Nomata                  | Gen Urobuči a Makoto Fukami | 14. února 2013      |
| 18           | 18        | Mizu ni kaita jakusoku 水に書いた約束              | Šinpei Nagai                     | Gen Urobuči a Makoto Fukami | 21. února 2013      |
| 19           | 19        | Tómei na kage 透明な影                             | Jasuo Edžima                     | Gen Urobuči a Makoto Fukami | 28. února 2013      |
| 20           | 20        | Seigi no arika 正義の在処                          | Icuro Kawasaki                   | Gen Urobuči a Makoto Fukami | 7. března 2013      |
| 21           | 21        | Či no hóšó 血の褒賞                                | Jodži Sato                       | Gen Urobuči a Makoto Fukami | 14. března 2013     |
| 22           | 22        | Kanpeki na sekai 完璧な世界                        | Naojoši Šiotani a Icuro Kawasaki | Gen Urobuči a Makoto Fukami | 21. března 2013     |

### Druhá řada (2014)
| Č. v seriálu | Č. v řadě | Původní název                                   | Režie                                                         | Scénář                     | Premiéra v Japonsku |
| ------------ | --------- | ----------------------------------------------- | ------------------------------------------------------------- | -------------------------- | ------------------- |
| 23           | 1         | Seigi no tenbin <299/300> 正義の天秤〈299/300〉 | Júzó Sató                                                     | Džun Kumagai a Tow Ubukata | 10. října 2014      |
| 24           | 2         | Šinobijoru kjodžicu 忍び寄る虚実                | Tomoja Takahaši                                               | Džun Kumagai a Tow Ubukata | 17. října 2014      |
| 25           | 3         | Akuma no šómei 悪魔の証明                       | Kaoru Suzuki                                                  | Džun Kumagai a Tow Ubukata | 24. října 2014      |
| 26           | 4         | Jobu no kjúsai ヨブの救済                       | Satoši Takafudži                                              | Džun Kumagai a Tow Ubukata | 31. října 2014      |
| 27           | 5         | Kindžirarenai asobi 禁じられない遊び            | Keisuke Kodžima, Kijotaka Suzuki, Naojoši Šiotani a Júzó Sató | Džun Kumagai a Tow Ubukata | 7. listopadu 2014   |
| 28           | 6         | Iši o nageucu hitobito 石を擲つ人々             | Júzó Sató                                                     | Džun Kumagai a Tow Ubukata | 14. listopadu 2014  |
| 29           | 7         | Micukaranai kodomotači 見つからない子供たち     | Kacuja Šigehara                                               | Džun Kumagai a Tow Ubukata | 21. listopadu 2014  |
| 30           | 8         | Miko no kaitai <AA> 巫女の懐胎<AA>              | Masahiko Macujama                                             | Džun Kumagai a Tow Ubukata | 28. listopadu 2014  |
| 31           | 9         | Zen'nóša no paradokusu 全能者のパラドクス       | Keisuke Kodžima a Šintaro Itoga                               | Džun Kumagai a Tow Ubukata | 5. prosince 2014    |
| 32           | 10        | Tamašii no kidžun 魂の基準                      | Rjota Itoh                                                    | Džun Kumagai a Tow Ubukata | 12. prosince 2014   |
| 33           | 11        | WHAT COLOR?                                     | Kacuja Šigehara, Masahiko Macujama a Júzó Sató                | Džun Kumagai a Tow Ubukata | 19. prosince 2014   |

### Třetí řada (2019)
| Č. v seriálu | Č. v řadě | Původní název                               | Režie                                           | Scénář                                    | Premiéra v Japonsku |
| ------------ | --------- | ------------------------------------------- | ----------------------------------------------- | ----------------------------------------- | ------------------- |
| 34           | 1         | Rairapusu no šómei ライラプスの召命         | Takahiro Ómori a Tomomi Kamija                  | Makoto Fukami a Tow Ubukata               | 24. října 2019      |
| 35           | 2         | Teumesosu no ikenie テウメソスの生贄        | Hirotaka Endo a Tomojuki Kurokawa               | Makoto Fukami a Tow Ubukata               | 31. října 2019      |
| 36           | 3         | Herakuresu to seirén ヘラクレスとセイレーン | Takaši Andó a Jasuhiro Geši                     | Makoto Fukami a Tow Ubukata               | 7. listopadu 2019   |
| 37           | 4         | Korosseo no seisó コロッセオの政争          | Tošijuki Kono a Jukio Kuroda                    | Makoto Fukami a Tow Ubukata               | 14. listopadu 2019  |
| 38           | 5         | Agamemunon no hansai アガメムノンの燔祭     | Hirotaka Endo a Tomojuki Kurokawa               | Makoto Fukami, Tow Ubukata a Rjó Jošigami | 21. listopadu 2019  |
| 39           | 6         | Kaesaru no kinka カエサルの金貨             | Šintaro Itoga a Tomomi Kamija                   | Makoto Fukami, Tow Ubukata a Rjó Jošigami | 28. listopadu 2019  |
| 40           | 7         | Don’t take God’s name in vain               | Akie Iší a Tošijuki Sone                        | Makoto Fukami, Tow Ubukata a Rjó Jošigami | 5. prosince 2019    |
| 41           | 8         | Cubism                                      | Fumiaki Kataoka, Kazuja Aiura a Tomoko Hiramuki | Makoto Fukami a Tow Ubukata               | 12. prosince 2019   |